# Monte Miguel
El Monte Miguel (en inglés: Mount Michael) es un volcán activo de 990 m s. n. m., siendo la mayor elevación de isla Saunders, en las islas Sandwich del Sur. La Dirección de Sistemas de Información Geográfica de la provincia de Tierra del Fuego cita el monte en las coordenadas 57°44′46″S 26°30′21″O / -57.74611, -26.50583. El monte, de forma cónica, tiene en la cima un cráter volcánico de 700 metros de ancho.

## Historia
Aunque la isla fue descubierta por la expedición británica al mando de Cook en 1775, la montaña fue avistada más tarde en 1820 por la expedición rusa de Bellingshausen y en 1930 por otra británica. Una erupción se informó en 1819. También se observaron emisiones de vapor en 1820 y 1964. En 1952 y 1958, barcos argentinos observaron columnas de humo densas. En inglés debe su nombre William Melvin Carey, hijo del comandante del RSS Discovery II, que realizó la expedición de 1930.
La isla nunca fue habitada ni ocupada, y como el resto de las Sandwich del Sur es reclamado por el Reino Unido que la hace parte del territorio británico de ultramar de las Islas Georgias del Sur y Sandwich del Sur, y por la República Argentina, que la hace parte del departamento Islas del Atlántico Sur dentro de la provincia de Tierra del Fuego, Antártida e Islas del Atlántico Sur.